# Borsa valori di Chittagong
La Borsa di Chittagong (চট্টগ্রাম স্টক এক্সচেঞ্জ) è una borsa valori con sede nella città portuale di Chittagong, Bangladesh. È uno dei due centri finanziari del paese, insieme alla Borsa valori di Dacca. Fondata nel 1995, la borsa si trova nel quartiere commerciale di Agrabad nel centro di Chittagong. Ha una capitalizzazione di mercato combinata di oltre 38 miliardi di dollari USA a partire dal 2020.

## Cronologia
- 1 aprile 1995, CSE costituita come società.
- 10 ottobre Inizio delle contrattazioni a pagamento nel sistema di scambio.
- 4 novembre 1995, inaugurata formalmente dall'allora ex Primo Ministro Begum Khaleda Zia.
- 30 maggio 2004, apertura del sistema di negoziazione basato su Internet.
- 8 luglio 2015, CSE ha lanciato il nuovo logo del marchio.